# M*A*S*H (TV-serie)
M*A*S*H är en amerikansk dramakomediserie som sändes på CBS 1972–1983. Serien är en spinoff på 20th Century Foxs film M*A*S*H (Mobile Army Surgical Hospital; på svenska Mobilt armékirurgsjukhus) från 1970 och baserad på boken M*A*S*H, om ett gäng läkare samt övrig personal på MASH 4077 i Korea under Koreakriget.
Serien fick svensk premiär 12 juni 1975 på SVT kanal 2 kl 21:00. Serien belönades med 14 Emmy awards genom åren och Peabody Award 1975.

## Handling
M*A*S*H är en situationskomedi med halvtimmeslånga avsnitt, som sändes en gång i veckan, ibland beskriven som en "svart komedi" på grund av den ofta dramatiska handlingen. Varje avsnitt är en avslutad historia, förutom några få gånger, då en berättelse spände över två avsnitt. Några få avsnitt (bland annat vissa säsongsöppningar) är en timme långa och det allra sista avsnittet var långfilmslångt. 
Serien har en kollektiv huvudroll, som spelas av nyckelpersonal på ett amerikanskt Mobile Army Surgical Hospital (MASH – asteriskerna i titeln är onödiga och kommer från boken) under Koreakriget (1950–1953). 4077 MASH var bara en av flera kirurgiska enheter i Korea. Allteftersom serien utvecklades blev handlingen mer och mer moraliserande. Richard Hooker, som skrev boken på vilken serien (och filmversionen) baserades, sade att Hawkeye var mycket mer liberal i serien (i en av de följande böckerna pratar Hawkeye faktiskt om att "banka skiten ur vänstervridna bara för att hålla sig i trim", på engelska "kicking the bejesus out of lefties just to stay in shape"). 
Även om det främst är en komedi, finns det många enastående och nyskapande avsnitt av seriös karaktär (se rubrik nedan). Berättelserna drevs framåt både genom handlingen och figurerna. De flesta personerna var inkallade, vilket ofta skapade dramatiska spänningar mellan dem och stamanställda yrkessoldater, antingen från den vanliga rollbesättningen eller gästskådespelare.
I ett brev till den amerikanska TV-tidningen TV Guide, skrivet av en före detta MASH-läkare omkring 1973, stod det att de galnaste skämten och knäppaste spratten i serien var de mest verklighetstrogna, inklusive Klingers transutklädnader. Den helvetiska verkligheten på MASH-enheterna bidrog till detta uppträdande, eftersom man hade ett desperat behov av något att skratta åt. (En annan före detta MASH-läkare påpekade dock senare, att någon som fortsatte att klä sig i kvinnokläder inte skulle bli långvarig på ett sådant ställe, eftersom det var ont om kvinnor.)

## Rollista

### Huvudroller

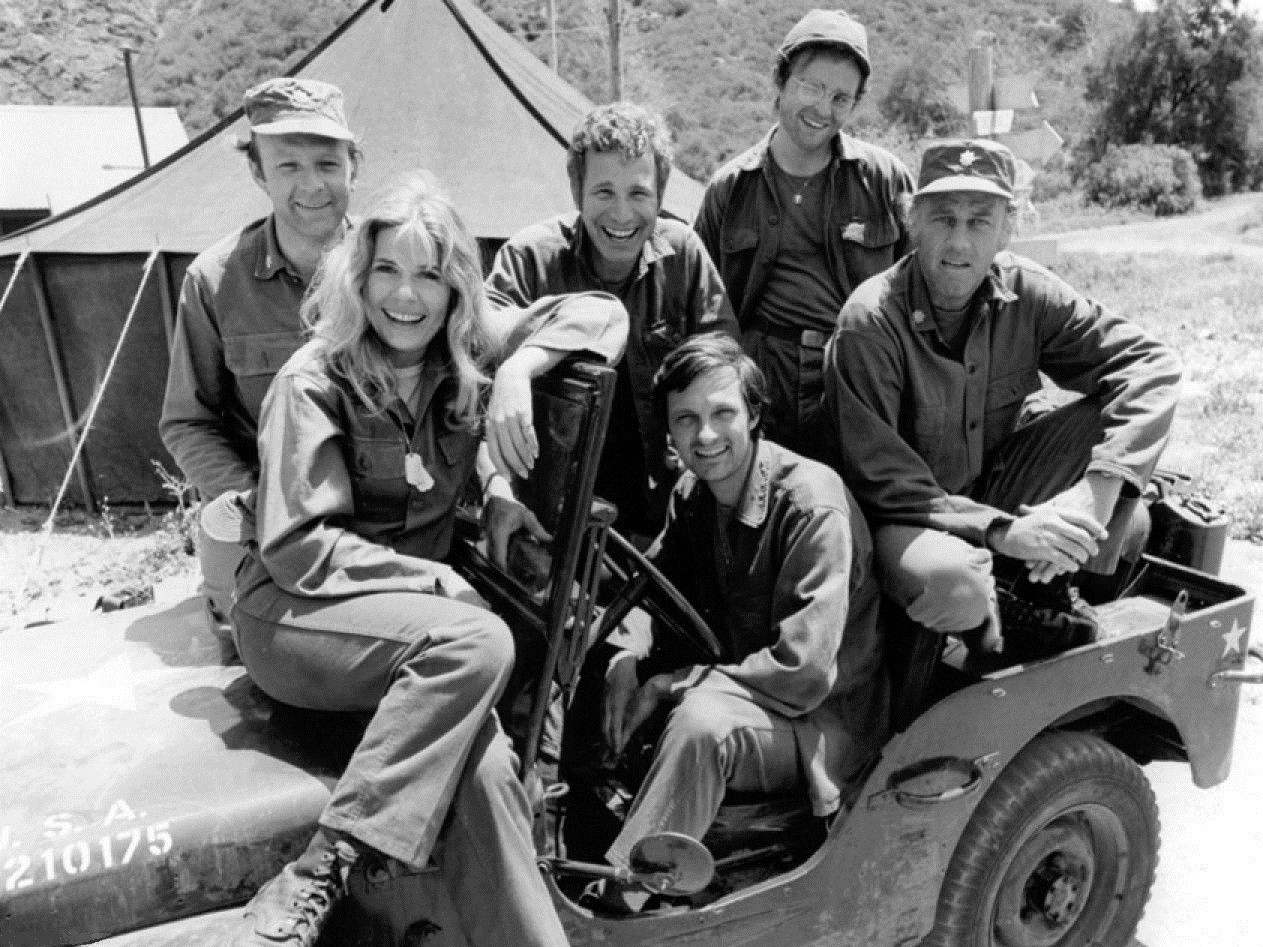
Skådespelare från säsong två, på bild: Loretta Swit, Larry Linville, Wayne Rogers, Gary Burghoff, McLean Stevenson och Alan Alda.

År inom parentes visar när skådespelarna var med i serien; de utan parentes var med i serien från början till slut.
- Alan Alda – kapten Benjamin Franklin "Hawkeye" Pierce[4]
- Wayne Rogers – kapten "Trapper" John Francis Xavier McIntyre (1972–1975)
- Mike Farrell – kapten B.J. Hunnicutt (1975–1983)
- McLean Stevenson – överstelöjtnant Henry Braymore Blake (1972–1975)
- Harry Morgan – överste Sherman T. Potter (1975–1983)
- Loretta Swit – major Margaret "Hot Lips" Houlihan
- Larry Linville – major (befordrades till överstelöjtnant efter att ha lämnat enheten 4077) Franklin Marion "Frank" Burns (1972–1977)
- Gary Burghoff – korpral Walter Eugene "Radar" O'Reilly (1972–1979) – den ende av huvudrollerna som spelades av samma skådespelare i både filmen och TV-serien
- Jamie Farr – korpral/sergeant Maxwell Q. Klinger
- William Christopher – 1:e löjtnant/kapten John Patrick Francis Mulcahy, fältpräst – spelad av George Morgan i pilotavsnittet
- David Ogden Stiers – major Charles Emerson Winchester III (1977–1983)

Fader Mulcahy kallades också vid sitt andra förnamn Francis och i sista avsnittet reciterar han sitt namn som "Francis John Patrick Mulcahy" för Klinger i händelse av att han skulle vilja namnge några barn efter honom.

### Biroller
I M*A*S*H-serien återanvändes och återkom ofta figurer, antingen som tillfällig personal eller besökare. Fastän de inte ansågs vara ”stjärnor” bidrog det faktum, att publiken kände igen dem, starkt till seriens popularitet.
- Patrick Adiarte – Ho-Jon (första säsongen)
- Allan Arbus – Major Milton/Sidney Theodore Freedman, en psykolog som ofta tillkallades vid mentala hälsoproblem, kallades Milton vid sitt första framträdande under säsong ett
- G.W. Bailey – sergeant Luther Rizzo, lägrets late fordonschef
- Sorrell Booke – brigadgeneral Barker (första säsongen)
- Timothy Brown – kapten Dr. Oliver Harmon "Spearchucker" Jones (första säsongen)
- Joshua Bryant – menige/sergeant Jack Scully, en gammal stridsveteran, som har en affär med Houlihan
- Roy Goldman – Roy Goldman
- Odessa Cleveland – syster Ginger Ballis
- Johnny Haymer – sergeant Zelmo Zale, materielansvarig
- Enid Kent – syster Bigelow
- Jeff Maxwell – menige Igor Straminsky, en inte så smart mässassistent och bartender i officerarnas bar
- Linda Meiklejohn – löjtnant Leslie Scorch
- Kellye Nakahara – syster Keilani Kellye, den oftast återkommande sjuksysterfiguren under major Houlihan
- John Orchard – "Ugly" John (första säsongen), en australiensisk anestesiolog
- Karen Philipp – löjtnant Maggie "Dish" Schneider (första säsongen)
- Peter Riegert – Igor Straminsky i två avsnitt 1977
- Marcia Strassman – syster Margie Cutler (första säsongen)
- Todd Susman – meddelandeutroparen (endast röst)
- Dennis Troy – diverse soldater/förare/militärpoliser
- Sal Viscuso – meddelandeutroparen (endast röst)
- Loudon Wainwright III – kapten Calvin Spalding (tredje säsongen)
- Edward Winter – överstelöjtnant/överste Sam Flagg, en galen underrättelseagent
- G. Wood – brigadgeneral Hamilton Hammond (första säsongen)
- Herb Voland – brigadgeneral Crandall Clayton
- Flera skådespelare (Beeson Carroll, Mike Henry) – överstelöjtnant Donald Penobscott (Houlihans fästman och senare make)
- Flera skådespelare (Jean Powell, Linda Kelsey, Lynnette Mettey, Lynne Marie Stewart) – syster Baker
- Flera skådespelare (Judy Farrell, Kellye Nakahara, Sherry Steffens) – syster Abel/Able
- Flera skådespelare (Shizuko Hoshi, Frances Fong, Eileen Saki) – Rosie på Rosies Bar, ett populärt mat- och dryckesetablissemang nära lägret
- Flera skådespelare som syster Craddie, en tuff medelålders kvinna – en sorts kvinnlig Sherman Potter – som först hade en klinik och sedan ett barnhem för koreanska barn och ogifta mödrar

### Speciella gästroller
Ett stort galleri av bifigurer gav extra färg åt serien och dessa figurer inlemmades med jämna mellanrum i serien.
- Anthony Alda (Alan Aldas bror) – i "Lend a Hand" (avsnitt 8.20)
- Robert Alda (Alan Aldas far) – doktor Anthony Borelli i "The Consultant" (avsnitt 3.17) och ”Lend a Hand” (avsnitt 8.20)
- Joan van Ark – löjtnant Erika Johnson i "Radar’s Report" (avsnitt 2.03)
- Ned Beatty – överste Hollister i "Dear Peggy" (avsnitt 4.10)
- Ed Begley Jr. – menige Paul Conway i "Too Many Cooks" (avsnitt 8.01)
- Andrew Dice Clay – korpral Hrabosky i "Trick or Treatment" (avsnitt 11.02)
- Barry Corbin – sergeant Joe Vickers i "Your Retention Please" (avsnitt 9.07)
- James Cromwell – Bardonaro i "Last Laugh" (avsnitt 6.03)
- Blythe Danner – Carlye Breslin Walton i "The More I See You" (avsnitt 4.22)
- Brian Dennehy – militärpolis Ernie Connors i "Souvenirs" (avsnitt 5.22)
- Laurence Fishburne – korpral Dorsey i "The Tooth Shall Set You Free" (avsnitt 10.14)
- Ed Flanders – löjtnant Bricker i "Yankee Doodle Doctor" (avsnitt 1.06)
- Teri Garr – löjtnant Suzanne Marquette i "The Sniper" (avsnitt 2.10)
- Charles Hallahan – Colin Turnbull i "Taking the Fifth" (avsnitt 9.09)
- Gregory Harrison – löjtnant Tony Baker i "The Nurses" (avsnitt 5.05)
- Mariette Hartley – doktor Inga Halverson i "Inga" (avsnitt 7.16)
- Edward Herrmann – kapten Steven J. Newsome i "Heal Thyself" (avsnitt 8.17)
- Ron Howard – menige Wendell Peterson i "Sometimes You Hear the Bullet" (avsnitt 1.17)
- Robert Ito – Lin i "To Market, to Market" (avsnitt 1.02)
- Makoto Iwamatsu (även känd som Mako) – doktor Lin Tam i "Rainbow Bridge" (avsnitt 3.03), – major Choi i "Hawkeye Get Your Gun" (avsnitt 5.10), – löjtnant Hung Lee Park i ”Guerilla My Dreams” (avsnitt 8.03) och – Li Chan i "The Best of Enemies" (avsnitt 9.01)
- Alex Karras – Lyle Wesson i "Springtime" (avsnitt 3.06)
- Bruno Kirby – menige Lorenzo Boone i "Pilot" (avsnitt 1.01)
- Mary Kay Place – Louise i "Springtime" (avsnitt 3.06)
- Clyde Kusatsu – Kwang Duk i "Officers Only" (avsnitt 2.15) och i "Henry in Love" (avsnitt 2.16), – sergeant Michael Yee i "Goodbye, Cruel World" (avsnitt 8.21) och – kapten Yamato i "The Joker Is Wild" (avsnitt 11.04)
- George Lindsey – kapten Roy Dupree i "Temporary Duty" (avsnitt 6.21)
- Shelley Long – löjtnant Mendenhall i "Bottle Fatigue" (avsnitt 8.16)
- Richard Masur – löjtnant Digger Detweiler i "The Late Captain Pierce" (avsnitt 4.04)
- Noriyuki "Pat" Morita – kapten Sam Pak i "Deal Me Out" (avsnitt 2.13) och "The Chosen People" (avsnitt 2.19)
- Leslie Nielsen – överste Buzz Brighton i "The Ringbanger" (avsnitt 1.16)
- Soon-Tek Oh – Mr. Kwang i "Love and Marriage" (avsnitt 3.20), som koreansk soldat i "The Bus" (avsnitt 4.07), som doktor Syn Paik i "The Korean Surgeon" (avsnitt 5.09), – Ralph i "The Yalu Brick Road" (avsnitt 8.10) och som Joon-Sung i "Foreign Affairs" (avsnitt 11.03)
- John Ritter – menige Carter i "Deal Me Out" (avsnitt 2.13)
- Jack Soo – Charlie Lee i "To Market, to Market" (avsnitt 1.02)
- Susan Saint James – Aggie O’Shea i "War Co-Respondent" (avsnitt 8.23)
- Richard Lee-Sung – Cho Man Chin i "The Bus" (avsnitt 4.07) och "Bug Out" (avsnitt 5.01), – Sang Nu i "The Merchant of Korea" (avsnitt 6.15), – Ham Kim i "Preventive Medicine" (avsnitt 7.23) och andra figurer i "Officer of the Day" (avsnitt 3.03), "In Love and War" (avsnitt 6.08), "Good Bye, Radar (Part I)" (avsnitt 8.04), "Communication Breakdown" (avsnitt 10.07) och "Picture This" (avsnitt 10.21)
- Patrick Swayze – menige Gary Sturgis i "Blood Brothers" (avsnitt 9.18)
- Jeffrey Tambor – major Reddish i "Foreign Affairs" (avsnitt 11.03)
- Vic Tayback i "Of Moose and Men" (avsnitt 4.12)
- George Wendt – menige La Roche i "Trick or Treatment" (avsnitt 11.02)
- Larry Wilcox – Mulligan i "The General’s Practitioner" (avsnitt 5.20)
- John Orchard – Ugly John dök senare upp som militärpolisen Muldoon (avsnitt 8.13)

## Produktion
Serien gick ursprungligen på det amerikanska TV-nätverket CBS från 17 september 1972 till 28 februari 1983 och består av 251 halvtimmeslånga avsnitt. Några få avsnitt var en timme långa, och det allra sista var ett långfilmslångt två och en halv timme långt finalavsnitt. Serien varade nästan fyra gånger så länge som det krig under vilket den utspelar sig.
Bakom kameran fanns, bland dem som var mest aktivt inblandade, Larry Gelbart (1972–1976), Gene Reynolds (1972–1977), Burt Metcalfe och senare skådespelaren Alan Alda. Signaturmelodin var "Suicide Is Painless".
Precis som filmen kombinerade serien komiska inslag med ett mörkare antikrigsbudskap. Många av historierna under senare säsonger baserades på verkliga berättelser av hundratals verkliga MASH-kirurger, intervjuade av skaparna. Många har sagt, att serien verkade handla om Vietnamkriget (vilket fortfarande pågick när serien började), utifrån rollfigurernas attityder, snarare än Koreakriget. Seriens producenter har sagt, att den handlade om krig i största allmänhet. Även andra världskriget gör sig ibland påmint i serien.
Fastän serien ursprungligen var tänkt att ha en kollektiv huvudroll centrerades M*A*S*H kring Alan Aldas figur, Hawkeye Pierce, särskilt när andra av de ursprungliga figurerna försvann. Alda skrev och regisserade några avsnitt; dessutom stod Alda och Metcalfe med som seriens "kreativa inspiratörer" ("creative consultants") under senare säsonger. Seriens ton ändrades dramatiskt allteftersom tiden gick. Från början lade man största vikten vid de "sanslösa" inslagen, men senare fokuserade man på mer seriösa ämnen och utveckling av figurerna; dock fanns både de seriösa och komiska sidorna med hela serien igenom. Aldas ökande inflytande både framför och bakom kameran ledde till att man bytte fokus, med mer seriösa ämnen. Mot slutet av serien ansåg en hel del av tittarna att dialogen hade blivit utsliten och de komiska inslagen en aning livlösa, men serien fick trots allt mycket höga betyg bland tittarna. Skådespelarna röstade för att avsluta serien efter den tionde säsongen, men CBS och 20th Century Fox erbjöd dem en förkortad elfte säsong, vilket gav möjligheten att ha en stor final.
Serien fick tre efterföljare (så kallade spinoffer); den kortlivade AfterMASH, som visade hur flera av seriens figurer återförenades på ett sjukhus i amerikanska mellanvästern efter kriget, den mer framgångsrika Trapper John, M.D. (vilken en domstol sedan avgjorde faktiskt var en efterföljare till den ursprungliga filmen) och ett pilotavsnitt till TV-serien W*A*L*T*E*R (en serie som aldrig producerades), där Walter "Radar" O’Reilly (spelad av Gary Burghoff) blev polis.
Det avslutande programmet hade titeln "Adjö, farväl och amen" (Good Bye, Farewell and Amen) och sändes den 28 februari 1983 i amerikansk TV. Avsnittet var 2½ timme långt och sågs av 106 miljoner amerikaner, vilket fortfarande är rekord för ett avsnitt av en TV-serie.
Temamusiken var Suicide Is Painless av Johnny Mandel och Mike Altman, men den spelades endast i en instrumental version på grund av textens innehåll.
MASH var den allra första TV-serien med förinspelade skratt (burkade skratt eller burkskratt). Producenterna ville egentligen inte sända serien med inspelade skratt, men kördes över av CBS. Man kom dock fram till kompromissen att inte ha skratt vid operationsscenerna.
Gary Burghoff sa vid en intervju, att han förstod att det var dags att lämna serien när han en dag vilade vid sin pool. Han hörde ett flygplan passera och fick frossa på samma sätt som "Radar" skulle ha fått i serien.
Varje gång en person försvann ur serien ersatte producenterna den med en ny person, som var totalt olik den som ersattes.
- Kapten John McIntyre, Trapper, kirurg, som var en stor fruntimmerskarl och upptågsmakare i likhet med Hawkeye, ersattes med B.J. Hunnicutt, en hängiven familjefar.
- Överstelöjtnant Henry Blake, en värnpliktig läkare, som placerats som chef för MASH 4077 trots total avsaknad av ledaregenskaper, ersattes av överste Potter, som var en gammal militärläkare, vars auktoritet inte kunde ifrågasättas.
- Major Frank Burns, en fullständigt inkompetent läkare som älskade militärlivet och var allmänt ointelligent, ersattes av major Charles Emerson Winchester III, som inte bara var lika skicklig kirurg som Hawkeye utan till och med ofta överträffade de andra läkarna och som avskydde militärlivet.
- Korpral Walter "Radar" O’Reilly, kompaniassistent och en renhjärtad och oskyldig yngling från mellanvästern med en osviklig duglighet att få förbandet att fungera, ersattes av sergeant Maxwell Klinger, som redan var välkänd som lögnare och fuskare till vardags – och som kunde sägas vara en sinnebild för oreda.

- Hawkeye är den ende person, som förekommer i samtliga avsnitt.

McLean Stevenson, som spelade överstelöjtnant Henry Blake avled av en hjärtattack 15 februari 1996. Dagen efter avled, av samma orsak, Roger Bowen, som hade rollen i filmen.
Major Margaret "Hot Lips" Houlihan, kapten Benjamin Franklin "Hawkeye" Pierce och fader Mulcahy är de enda som förekommer i såväl det första som det sista avsnittet. Fader Mulcahy spelades i första avsnittet av en annan skådespelare.
Kapten Benjamin Franklin "Hawkeye" Pierce har fått sitt smeknamn från James Fenimore Coopers bok Den siste mohikanen, som sägs vara den enda bok Hawkeyes far någonsin har läst.

## DVD-utgåvor
| DVD-namn          | USA (R1)         | Storbritannien (R2) | Sverige (R2)      |
| ----------------- | ---------------- | ------------------- | ----------------- |
| M*A*S*H Säsong 1  | 8 januari 2002   | 19 maj 2003         | 2 februari 2005   |
| M*A*S*H Säsong 2  | 23 juli 2002     | 13 oktober 2003     | 2 mars 2005       |
| M*A*S*H Säsong 3  | 18 februari 2003 | 15 mars 2004        | 6 april 2005      |
| M*A*S*H Säsong 4  | 15 juli 2003     | 14 juni 2004        | 18 maj 2005       |
| M*A*S*H Säsong 5  | 9 december 2003  | 17 januari 2005     | 24 augusti 2005   |
| M*A*S*H Säsong 6  | 8 juni 2004      | 28 mars 2005        | 21 september 2005 |
| M*A*S*H Säsong 7  | 7 december 2004  | 30 maj 2005         | 5 oktober 2005    |
| M*A*S*H Säsong 8  | 24 maj 2005      | 15 augusti 2005     | 14 november 2005  |
| M*A*S*H Säsong 9  | 6 december 2005  | 9 januari 2006      | 22 mars 2006      |
| M*A*S*H Säsong 10 | 23 maj 2006      | 17 april 2006       | 14 juni 2006      |
| M*A*S*H Säsong 11 | 7 november 2006  | 29 maj 2006         | 31 januari 2007   |